# Legislativversammlung von Paraná
Die Legislativversammlung von Paraná, amtlich portugiesisch Assembleia Legislativa do Estado do Paraná (ALEP), ist das oberste gesetzgebende Organ des brasilianischen Bundesstaats Paraná.
Der Sitz befindet sich im Parlamentsgebäude an der Avenida Candido de Abreu im Stadtteil Centro Cívico in Curitiba. Das Einkammerparlament besteht aus 54 nach Verhältniswahlrecht gewählten Abgeordneten, den deputados estaduais, die auf vier Jahre gewählt werden, zuletzt bei den Parlamentswahlen im Rahmen der Wahlen in Brasilien 2018. Die Arbeit des Parlaments wird durch 26 Ständige Kommissionen unterstützt.
Aktuell ist nach der Parlamentswahl in Paraná 2018 die 19. Legislaturperiode für den Zeitraum 2019 bis 2023, für die Ademar Traiano (PSDB) zum Präsidenten des Parlaments wiedergewählt wurde. Von den 17 Parteien des Parlaments sind neun Abgeordnete im Präsidium (mesa diretora) vertreten: der Präsident, drei Vizepräsidenten und 5 Sekretäre. 